# 喜山跳甲属
喜山跳甲属（学名：Microcrepis）为金花虫科的一个属。

## 下属物种
本属包括以下物种：
- Microcrepis laevigata Wang et Ge[2]